# Andrew Lincoln

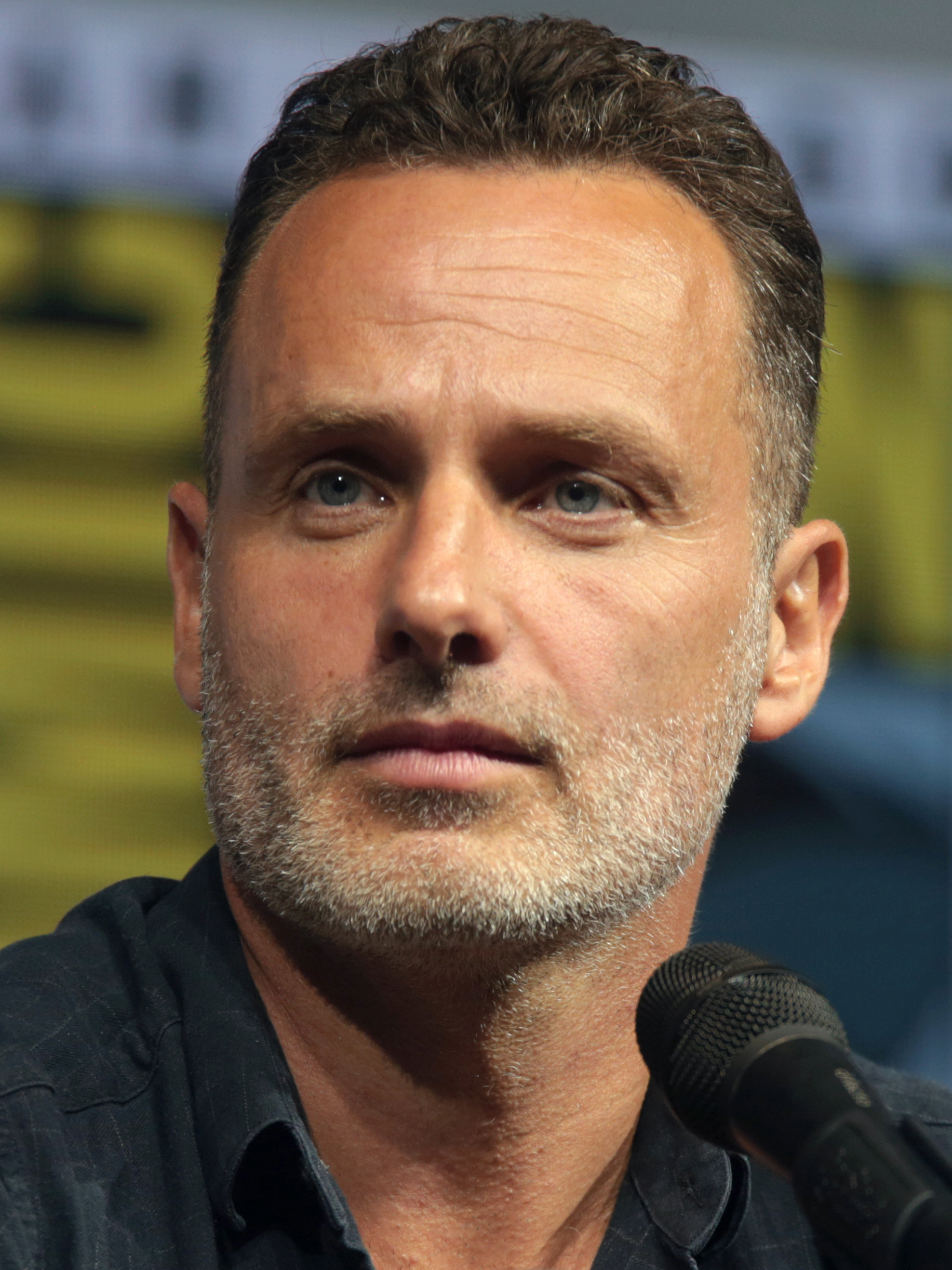
Andrew Lincoln auf der San Diego Comic Con 2018

Andrew Lincoln (* 14. September 1973 in London als Andrew James Clutterbuck) ist ein britischer Schauspieler und Regisseur. Internationale Bekanntheit erlangte er 2010 mit seiner Rolle in der Fernsehserie The Walking Dead in welcher er die Hauptrolle des Rick Grimes spielte.

## Leben und Familie
Lincoln wurde in London geboren, verbrachte aber seine ersten Lebensjahre in Kingston upon Hull. Seine Mutter war eine südafrikanische Krankenschwester und sein Vater ein englischer Bauingenieur. Mit 10 Jahren zog er mit seiner Familie nach Bath, wo er die Beechen Cliff School besuchte. An dieser Schule kam Lincoln erstmals mit der Schauspielerei in Berührung. Mit 14 Jahren gab er sein Debüt auf der Bühne und spielte eine Hauptrolle in dem Stück Oliver Twist von Charles Dickens. Während der Sommerferien war Lincoln am renommierten National Youth Theatre in London tätig, wo schon namhafte Schauspieler wie Anthony Hopkins, Chiwetel Ejiofor oder Ralph Fiennes agierten. Danach absolvierte er die populäre Royal Academy of Dramatic Art (RADA) in London und während seines Studiums an der RADA änderte er seinen Nachnamen zu Lincoln.
Am 10. Juni 2006 heiratete Lincoln Gael Anderson, die Tochter des schottischen Flötisten und Sängers Ian Anderson (Jethro Tull). Das Paar hat zwei Kinder. Sein älterer Bruder Richard Clutterbuck leitete zuerst die Bristol Free School, bevor er die Leitung der Kings Oak Academy in Kingswood übernahm.

## Karriere
Andrew Lincoln trat immer wieder in verschiedenen Theatern und Dramen auf, zum Beispiel im Royal National Theatre, wo er zuletzt 2013 in einem Stück mit Bill Nighy zu sehen war. Unter anderem spielte er in Theaterstücken von Jez Butterworth, Jonathan Harvey und Sam Shepard mit.
Seit 1994 macht Andrew Lincoln außer im Theater auch in Film und Fernsehen Karriere. Seine erste TV-Rolle war ein Gastauftritt in der britischen Comedyserie Drop the Dead Donkey. Darauf folgten eine Haupt- und Nebenrolle in zwei Filmen und nach weiteren Auftritten die Hauptrolle des Edgar Cook in der englischen Dramaserie This Life, die er von 1996 bis 1997 spielte. 1999 und 2000 übernahm er zwei Nebenrollen in den Filmen Human Traffic und Gangster No. 1.  Von 2001 bis 2003 spielte er die Hauptrolle des Simon Casey in der Fernsehserie Teachers, bei der er auch Regie führte. Für diese Arbeit wurde er erstmals für den British Academy Television Award nominiert. Im Jahr 2003 drehte er auch seinen international bekanntesten Film, die romantische Komödie Tatsächlich… Liebe, in der er neben Hugh Grant, Liam Neeson, Colin Firth und Keira Knightley die Rolle des Mark verkörperte. 2004 übernahm er eine weitere Nebenrolle in dem irisch-britischen Drama Enduring Love. Anschließend war er für 2 Staffeln in der Serie Afterlife zu sehen, die ihm eine Auszeichnung mit der Goldenen Nymphe einbrachte. Kurz darauf folgten Auftritte in den Filmen These Foolish Things (2005), Scenes of a Sexual Nature (2006), The Pro (2008), Sturmhöhe – Wuthering Heights und Moonshot – Der Flug von Apollo 11 (beide 2009). 2010 war er in der Fernsehserie  Strike Back sowie in den Filmen Der Auftragslover und We Want Sex zu sehen. Außer als Schauspieler arbeitete Lincoln auch als Sprecher für das britische Radio und Fernsehen sowie als Synchronsprecher.
Von 2010 bis 2018 spielte Lincoln die Hauptrolle des Rick Grimes in der Zombie-Serie The Walking Dead, die ihn weltweit bekannt machte. Für diese Rolle erhielt er 2015 und 2017 den Saturn Award, für den er auch 2011, 2013, 2016 und 2018 nominiert war. Im Mai 2018 hatte der Serienveteran angegeben, aus privaten Gründen nach der neunten Staffel nicht mehr an der Serie mitwirken zu wollen.

## Trivia
Der Nachname Lincoln ist lediglich der Künstlername, während Andrew Clutterbuck seinen echten Nachnamen niemals abgelegt hat. Der Künstlername kam zustande, als sein erster Agent meinte, dass „Clutterbuck“ wie der Name eines Hobbits klingen würde. Er selbst findet die Änderung praktisch, da sie dabei helfe, seine Privatsphäre zu schützen. Selbst auf seiner Kreditkarte steht der Name Clutterbuck.

## Filmografie (Auswahl)
- 1995: Boston Kickout

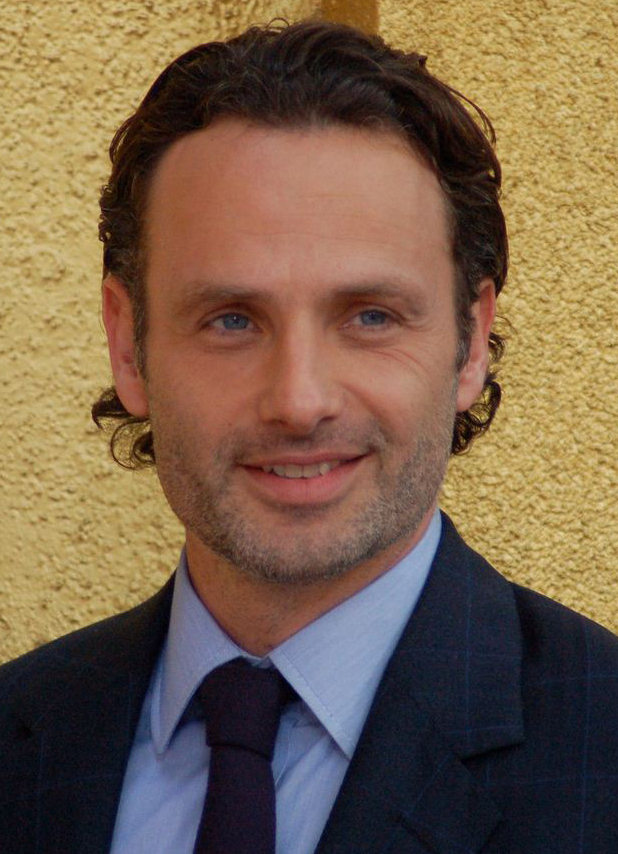
Andrew Lincoln (2012)

- 1996–1997: This Life (Fernsehserie, 32 Folgen)
- 1997: The Woman in White
- 1999: Human Traffic
- 2000: Gangster No. 1
- 2001–2003: Teachers (Fernsehserie, 20 Folgen)
- 2003: State of Mind (Fernsehfilm)
- 2003: Tatsächlich… Liebe (Love Actually)
- 2004: Enduring Love
- 2004: Whose Baby?
- 2004: Lie with me (Fernsehfilm)
- 2005–2006: Afterlife (Fernsehserie, 14 Folgen)
- 2007: This Life +10 (Fernsehfilm)
- 2009: Emily Brontë’s Sturmhöhe (Wuthering Heights, Miniserie)
- 2009: Moonshot – Der Flug von Apollo 11 (Moonshot, Fernsehfilm)
- 2010: Strike Back (Fernsehserie, 6 Folgen)
- 2010: Der Auftragslover (L’arnacœur)
- 2010: We Want Sex (Made in Dagenham)
- 2010–2018, 2022: The Walking Dead (Fernsehserie, 103 Episoden)
- 2017: Red Nose Day Actually (Kurzfilm)
- 2017: Robot Chicken (Fernsehserie, Folge 9x0)
- 2018: Fear the Walking Dead (Fernsehserie, Folge 4x01)
- 2020: Beflügelt – Ein Vogel namens Penguin Bloom (Penguin Bloom)
- 2020: Old Vic in Camera: A Christmas Carol
- 2022: Guillermo del Toro’s Cabinet of Curiosities (Fernsehserie, Folge 1x08)
- 2024: The Walking Dead: The Ones Who Live (Fernsehserie)

## Nominierungen und Auszeichnungen
BAFTA TV Award
- 2004: Nominierung in der Kategorie Beste Neuentdeckung (Regisseur) für Teachers

Critics’ Choice Television Award
- 2013: Nominierung in der Kategorie Bester Hauptdarsteller in einer Dramaserie für The Walking Dead

Empire Award
- 2004: Nominierung in der Kategorie Beste Neuentdeckung für Tatsächlich… Liebe

Goldene Nymphe
- 2007: Auszeichnung in der Kategorie Bester Darsteller für Afterlife

Nickelodeon Kids’ Choice Awards
- 2018: Nominierung in der Kategorie Lieblings-TV-Schauspieler für The Walking Dead

People’s Choice Award
- 2014: Auszeichnung in der Kategorie Favorite TV Anti-Hero für The Walking Dead
- 2014: Nominierung in der Kategorie Favorite Sci-Fi/Fantasy TV Actor für The Walking Dead
- 2017: Nominierung in der Kategorie Favorite Sci-Fi/Fantasy TV Actor für The Walking Dead
- 2018: Nominierung in der Kategorie Favorite Male TV Star für The Walking Dead

Saturn Award
- 2011: Nominierung in der Kategorie Bester TV-Hauptdarsteller für The Walking Dead
- 2013: Nominierung in der Kategorie Bester TV-Hauptdarsteller für The Walking Dead
- 2015: Auszeichnung in der Kategorie Bester TV-Hauptdarsteller für The Walking Dead
- 2016: Nominierung in der Kategorie Bester TV-Hauptdarsteller für The Walking Dead
- 2017: Auszeichnung in der Kategorie Bester TV-Hauptdarsteller für The Walking Dead
- 2018: Nominierung in der Kategorie Bester TV-Hauptdarsteller für The Walking Dead
- 2019: Nominierung in der Kategorie Bester TV-Hauptdarsteller für The Walking Dead

Scream Award
- 2011: Nominierung in der Kategorie Bester Hauptdarsteller für The Walking Dead

Teen Choice Award
- 2016: Nominierung in der Kategorie Choice TV Actor: Fantasy/Sci-Fi für The Walking Dead

TV Guide Award
- 2013: Nominierung in der Kategorie Favorite Actor für The Walking Dead
- 2014: Nominierung in der Kategorie Favorite Actor für The Walking Dead